# アルベルト・ガルソン
アルベルト・カルロス・ガルソン・エスピノーサ（スペイン語: Alberto Carlos Garzón Espinosa, 1985年10月9日 – ）は、スペイン・ログローニョ出身の経済学者・元政治家。統一左翼 (IU) 代表や第2次サンチェス内閣の消費問題相を歴任した。

## 経歴

### 生い立ち
父親のアルベルト・ガルソン・ブランコはアンダルシア地方のマラガで地理学と歴史学を教える教師であり、母親のイサベル・エスピノーサはログローニョ県出身の薬剤師である。ふたりはマラガ県リンコン・デ・ラ・ビクトリアでの夏季休暇中に出会った。アルベルト・ガルソンは1985年にログローニョ県ログローニョに生まれたが、3歳の時には父親が職を得たアンダルシア州セビリア県マルチェナに転居した。1994年にはリンコン・デ・ラ・ビクトリアに戻り、マヌエル・ラサ・パラシオス初等学校とベン・アル・ハティブ中等学校に通った。サッカー選手をめざしたが、CDリンコンでは大成しなかった。
当初はマラガ大学の経済・経営学部で企業経営管理を学んでいたが、翌年には経済学に切り替えた。18歳の時にスペイン共産党(PCE)アンダルシア州支部の会員となった。2004年には「批判的経済学のための学生たち」(Estudiantes por una Economía Crítica)の設立に携わり、2008年まで代表を務めた。この団体は2000年頃にフランスの大学院生が起こした脱自閉経済学運動と同じ潮流の中にある。この団体の活動目的は学術的かつ闘争的であり、「経済学教育における現体制の独特の思考と知性の欠乏」を非難するとともに、2004年には「もう一つのマラガ社会フォーラム」(Foro Social Otra Málaga)のような社会運動に参加した。まずは左翼や反資本主義を掲げる大学連合である「左翼の学生たち」(Estudiantes de Izquierdas)と合流し、次に多くの進歩主義的団体を統合して「批判する学生たち」(Estudiantes Críticos)の政治プラットフォームを築き上げた。2008年のマラガ大学の学生選挙において、「マラガ経済批評」(Economía Crítica Málaga)は64%の得票を得た。
マドリード・コンプルテンセ大学では国際経済発展の修士号を得ている。セビリアのパブロ・デ・オラビデ大学で研究職にある。

### スペイン下院議員
2007年スペイン地方選挙には統一左翼から出馬したが落選した。2011年スペイン議会総選挙にはスペイン共産党が中心となる統一左翼(IU)から出馬して下院議員に初当選した。2014年にはカジョ・ラーラを引き継いで統一左翼の代表に就任した。2015年スペイン議会総選挙では統一左翼が中心となる人民連合(UP)の筆頭候補（首相候補）として出馬し、下院議員に再選を果たした。
2016年5月、2016年スペイン議会総選挙で統一左翼(IU)とポデモスが選挙連合（ウニダス・ポデモス）を組むことに合意したと発表した。選挙連合を組んでの総選挙で、自らも立候補し下院議員に再選。

### 消費問題相
2019年11月スペイン議会総選挙では、第1党となったスペイン社会労働党(PSOE)が過半数の議席を得ることができず単独での政権樹立ができなかった。その後、ウニダス・ポデモスが社会労働党との連立政権樹立に合意し、2020年1月に第2次サンチェス内閣が発足。ガルソンは消費問題大臣として初入閣し、2023年まで在任した。

## 共書
- ビセンス・ナバロ（スペイン語版）、ホアン・トーレス・ロペス（スペイン語版）、アルベルト・ガルソン・エスピノサ『もうひとつの道はある（スペイン語版）: スペインで雇用と社会福祉を創出するための提案』吾郷健二、海老原弘子、廣田裕之（訳）, 柘植書房新社, 2013年